# Billy Crudup
William Crudup (n. 8 iulie 1968, Manhasset⁠(d), North Hempstead⁠(d), New York, SUA) este un actor american câștigător al Premiului Tony, cunoscut în special pentru rolul chitaristului Russell Hammond în Aproape celebri.

## Biografie

### Primii ani
Crudup (pronunțat ca Crew-dup) s-a născut în Manhasset, New York, fiind nepotul lui Billy Gaither, cunoscut avocat din Florida specializat în divorțuri.  Părinții săi au divorțat pe când era copil, ulterior recăsătorindu-se, pentru ca în cele din urmă să divorțeze din nou. Crudup are doi frați: Tommy, care e producător executiv și Brooks, care e și el producător. La opt ani, Crudup a părăsit New York-ul împreună cu familia, locuind un timp în Texas, apoi în Florida. În 1986 a absolvit Liceul Saint Thomas Aquinas din Fort Lauderdale, Florida.
Crudup a frecventat Universitatea Carolina de Nord. A fost membru al frăției Delta Kappa Epsilon, ulterior studiind la școala de arte Tish a Universității din New York, unde obține un masterat în arte în 1994. La un an după absolvire, debutează pe Broadway, la Teatrul Lincoln Center, în Arcadia de Tom Stoppard.

### Carieră
Crudup și-a început cariera artistică cu Păcatele tinereții (1996), continuând cu Dragoste și răzbunare (1997). Deși a apărut în multe filme, continuă să joace în piese de teatru. În 1999 și-a împrumutat vocea personajului Ashitaka, în filmul de animație Printesa Mononoke. Ulterior a devenit Russell Hammond în filmul lui Cameron Crowe Aproape celebri. (2000). În filmul Agenția Secretă (2006) Crudup a interpretat rolul spionului britanic Arch Cummings.
Face parte din Consiliul de Administrare a Centrului de Actori din New-York.

### Viață personală
Din 1996 până în noiembrie 2003, Crudup s-a întâlnit cu actrița Mary-Louise Parker, cu care are un fiu, William Atticus Parker, născut pe 7 ianuarie 2004. Faptul că s-au despărțit când ea era însărcinată în șapte luni i-a făcut publicitate negativă lui Crudup.  În 2004, Crudup și Claire Danes, partenera lui din Farmecul Scenei au confirmat că se întâlnesc, negând totuși faptul că erau împreună la momentul despărțirii sale de Parker. În decembrie 2006, cuplul s-a despărțit după ce Danes a fost văzută în compania lui Hugh Dancy, partenerul ei din Evening.

## Filmografie
- 1996: Păcatele tinereții (Sleepers)
- 1996: Toată lumea spune „Te iubesc” (Everybody says I love you)
- 1997: Dragoste și răzbunare (Inventing the Abbotts)
- 1997: Grind
- 1997: Prințesa Mononoke (Princess Mononoke)
- 1998: Monument Ave
- 1998: Competiția vieții (Without Limits)
- 1998: Dragoste de cowboy (The Hi-Lo Country)
- 1999: Jesus' Son
- 2000: Iubire dincolo de moarte (Waking the Dead)
- 2000: Aproape celebri (Almost Famous)
- 2001: World Traveler
- 2001: Charlotte Gray
- 2002: Birdseye
- 2003: Peștele cel Mare (Big Fish)
- 2004: Farmecul scenei (Stage Beauty)
- 2005: Ai încredere în bărbați (Trust the Man)
- 2006: Misiune: Imposibilă III (Mission: Impossible III)
- 2006: Agenția Secretă (The Good Shepherd)
- 2007: Dedication
- 2008: Pretty Bird
- 2009: Watchmen

- 2012: Extra' pază-n cartier